# Parti vert écologiste (Roumanie)
Le Parti vert écologiste (Partidul Verde Ecologist) est une alliance électorale de deux partis roumains, le Parti vert (Partidul Verde) et le Parti écologiste roumain (Partidul Ecologist Român ou PER).
Lors des élections législatives du 30 novembre 2008, cette alliance a obtenu :
- 18 258 voix (0,26 %), à la Chambre des députés ;
- 48 067 voix (0,70 %), au Sénat.